# Dla Samy
Dla Samy (arab. من أجل سم, ang. For Sama) – syryjski film dokumentalny z 2019 roku w reżyserii Waad Al-Kateab i Edwarda Wattsa, zrealizowany w ramach koprodukcji międzynarodowej.

## Fabuła
Kręcony w formie listu miłosnego do tytułowej córeczki, film ukazuje pięć lat z życia Waad Al-Kateab i jej rodziny w Aleppo, zarówno przed, jak i podczas bitwy o to miasto. Jest to swoisty filmowy dziennik zniszczenia miasta w wyniku brutalnej wojny domowej. Twórczyni i narratorka filmu jest dziennikarką i bojowniczką, a jej mąż - jednym z ostatnich pozostałych w Aleppo lekarzy. Wspólnie próbują przetrwać w rodzinnym mieście, w którym na świat przychodzi ich córka Sama.

## Produkcja
Zdjęcia do filmu kręcono w Aleppo.

## Premiera, nagrody i nominacje
Film miał premierę na festiwalu South by Southwest w Austin, gdzie zdobył Grand Prix oraz nagrodę publiczności. Obraz zdobył cztery nominacje do nagród BAFTA, ustanawiając tym samym rekord dla filmu dokumentalnego. Był również nominowany do Oscara za najlepszy pełnometrażowy film dokumentalny; otrzymał też w tej samej kategorii Europejską Nagrodę Filmową i nagrodę Złotego Oka na 72. MFF w Cannes.